# Bloop

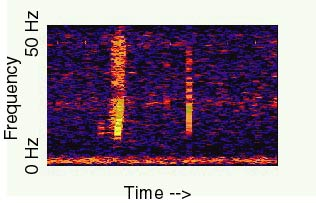
Ein Spektrogramm des Bloop-Geräuschs

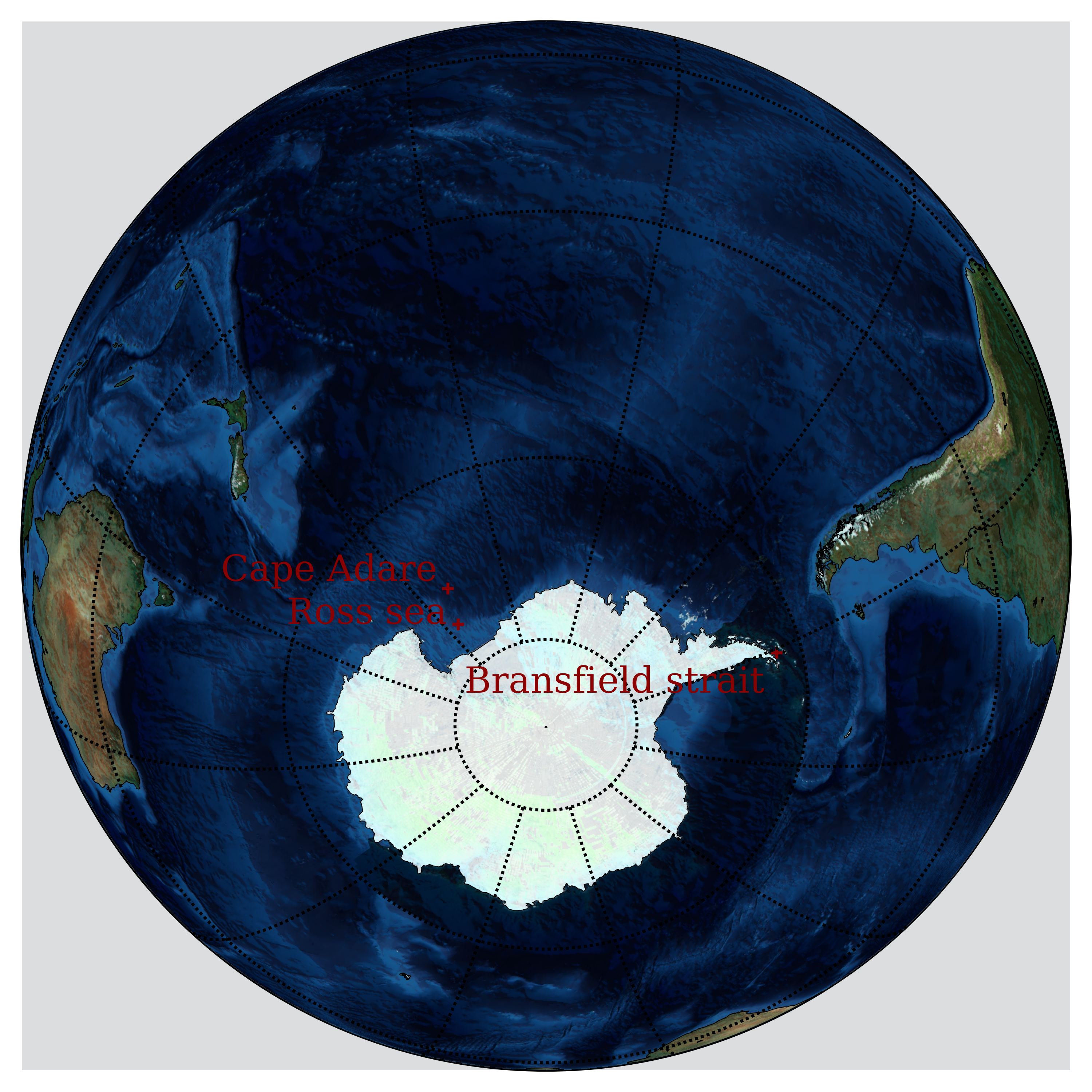
Vermuteter Entstehungsort des Bloops

Als Bloop wurde ein Geräusch benannt, das im Sommer 1997 mehrfach durch Sonargeräte im Pazifischen Ozean registriert und aufgenommen wurde. Die Quelle dieses Geräuschs ist unbekannt, der Ort der Entstehung wird westlich von Südamerika im Bereich von 50° S, 100° W vermutet.
Das Geräusch wurde erstmals durch die Gerätschaften des Equatorial Pacific Ocean autonomous hydrophone array der U.S. Navy gehört, die ursprünglich zur Auffindung sowjetischer U-Boote errichtet worden waren.
Die Wissenschaftler, die das Phänomen ursprünglich untersucht haben, spekulierten, dass es am ehesten zu den Geräuschen eines Tieres passe. Allerdings ist bis heute kein Organismus bekannt, welcher ein Geräusch dieser Stärke und Reichweite produzieren kann. Sie gingen deshalb von einem sehr großen Tier aus, das größer als alle bekannten Wale und Kalmare sein müsste.
Die National Oceanic and Atmospheric Administration (NOAA) vermutet als Ursache des Geräuschs die Rissbildung und das anschließende Zerbrechen eines großen Eisbergs. Ähnliche Geräusche konnten Anfang 2008 dem Zerfall des Eisbergs A53a in der Nähe von Südgeorgien zugeordnet werden. Bis heute ist jedoch nicht vollständig geklärt, wer oder was das Geräusch letztlich verursacht hat, da es seitdem nie wieder gehört wurde.